# Vaux-en-Beaujolais
Vaux-en-Beaujolais är en kommun i departementet Rhône i regionen Auvergne-Rhône-Alpes i östra Frankrike. Kommunen ligger i kantonen Gleizé som tillhör arrondissementet Villefranche-sur-Saône. År 2022 hade Vaux-en-Beaujolais 1 153 invånare.

## Befolkningsutveckling
Antalet invånare i kommunen Vaux-en-Beaujolais
| Referens: INSEE |